# Villefrancon
Villefrancon est une ancienne commune française située dans le département de la Haute-Saône, la région culturelle et historique de Franche-Comté et la région administrative Bourgogne-Franche-Comté. Elle est associée à la commune de Choye pour former la commune nouvelle de Colombine.

## Géographie
La commune est située sur la route départementale 474 de Vesoul à Gray.

### Hydrographie
La Colombine constitue la limite est de la commune.

### Climat
Pour des articles plus généraux, voir Climat de la Bourgogne-Franche-Comté et Climat de la Haute-Saône.
En 2010, le climat de la commune est de type climat océanique dégradé des plaines du Centre et du Nord, selon une étude du Centre national de la recherche scientifique s'appuyant sur une série de données couvrant la période 1971-2000. En 2020, Météo-France publie une typologie des climats de la France métropolitaine dans laquelle la commune est exposée à un climat semi-continental et est dans la région climatique  Lorraine, plateau de Langres, Morvan, caractérisée par un hiver rude (1,5 °C), des vents modérés et des brouillards fréquents en automne et hiver.
Pour la période 1971-2000, la température annuelle moyenne est de 10,6 °C, avec une amplitude thermique annuelle de 17,4 °C. Le cumul annuel moyen de précipitations est de 943 mm, avec 12 jours de précipitations en janvier et 9,2 jours en juillet. Pour la période 1991-2020, la température moyenne annuelle observée sur la station météorologique de Météo-France la plus proche, « Cugney », sur la commune de Cugney à 5 km à vol d'oiseau, est de 11,2 °C et le cumul annuel moyen de précipitations est de 958,2 mm. 
La température maximale relevée sur cette station est de 40 °C, atteinte le 31 juillet 2020 ; la température minimale est de −17 °C, atteinte le 20 décembre 2009,,.
Les paramètres climatiques de la commune ont été estimés pour le milieu du siècle (2041-2070) selon différents scénarios d'émission de gaz à effet de serre à partir des nouvelles projections climatiques de référence DRIAS-2020. Ils sont consultables sur un site dédié publié par Météo-France en novembre 2022.

## Urbanisme

### Typologie
Au 1er janvier 2024, Villefrancon est catégorisée commune rurale à habitat dispersé, selon la nouvelle grille communale de densité à sept niveaux définie par l'Insee en 2022.
Elle est située hors unité urbaine. Par ailleurs la commune fait partie de l'aire d'attraction de Gray, dont elle est une commune de la couronne,. Cette aire, qui regroupe 63 communes, est catégorisée dans les aires de moins de 50 000 habitants,.

### Occupation des sols
L'occupation des sols de la commune, telle qu'elle ressort de la base de données européenne d’occupation biophysique des sols Corine Land Cover (CLC), est marquée par l'importance des territoires agricoles (69 % en 2018), une proportion identique à celle de 1990 (69 %). La répartition détaillée en 2018 est la suivante : 
terres arables (60,6 %), forêts (26,5 %), prairies (8,4 %), zones urbanisées (4,6 %). L'évolution de l’occupation des sols de la commune et de ses infrastructures peut être observée sur les différentes représentations cartographiques du territoire : la carte de Cassini (XVIIIe siècle), la carte d'état-major (1820-1866) et les cartes ou photos aériennes de l'IGN pour la période actuelle (1950 à aujourd'hui).

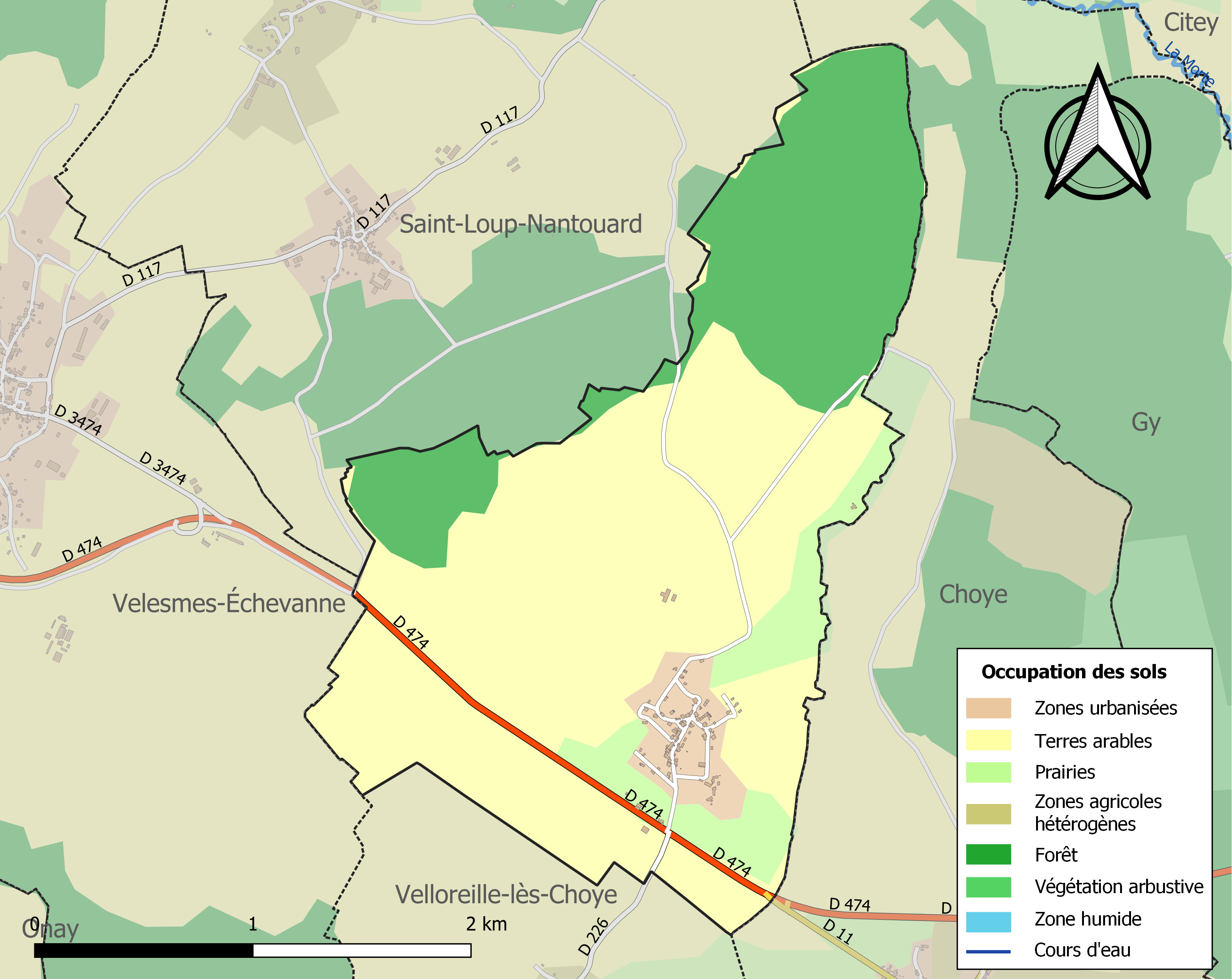
Carte des infrastructures et de l'occupation des sols de la commune en 2018 (CLC).

## Histoire
Le 1er janvier 2025, à la suite d'un arrêté préfectoral du 13 décembre 2024, les communes de Choye et de Villefrancon fusionnent pour former la commune nouvelle de Colombine.

## Politique et administration

### Rattachements administratifs et électoraux
La commune fait partie de l'arrondissement de Vesoul du département de la Haute-Saône, en région Bourgogne-Franche-Comté. Pour l'élection des députés, elle dépend de la première circonscription de la Haute-Saône.
Elle faisait partie depuis 1801 du canton de Gy. Dans le cadre du redécoupage cantonal de 2014 en France, la commune est désormais intégrée au canton de Marnay.

### Liste des maires
| Période          | Période  | Identité          | Étiquette | Qualité |
| ---------------- | -------- | ----------------- | --------- | ------- |
| 1er janvier 2025 | En cours | Philippe Billotet |           |         |

| Période                                  | Période       | Identité       | Étiquette | Qualité                        |
| ---------------------------------------- | ------------- | -------------- | --------- | ------------------------------ |
| Les données manquantes sont à compléter. |               |                |           |                                |
| mars 1971                                | 1995          | Jean Martin    | SE        |                                |
| mars 1995                                | décembre 2024 | Raymond Bailly | SE        | Réélu pour le mandat 2014-2020 |

## Démographie
L'évolution du nombre d'habitants est connue à travers les recensements de la population effectués dans la commune depuis 1793. Pour les communes de moins de 10 000 habitants, une enquête de recensement portant sur toute la population est réalisée tous les cinq ans, les populations de référence des années intermédiaires étant quant à elles estimées par interpolation ou extrapolation. Pour la commune, le premier recensement exhaustif entrant dans le cadre du nouveau dispositif a été réalisé en 2005.

En 2022, la commune comptait 126 habitants, en évolution de −8,7 % par rapport à 2016 (Haute-Saône : −1,4 %, France hors Mayotte : +2,11 %).
| 1793 | 1800 | 1806 | 1821 | 1831 | 1836 | 1841 | 1846 | 1851 |
| ---- | ---- | ---- | ---- | ---- | ---- | ---- | ---- | ---- |
| 196  | 243  | 237  | 249  | 259  | 272  | 274  | 276  | 262  |

| 1856 | 1861 | 1866 | 1872 | 1876 | 1881 | 1886 | 1891 | 1896 |
| ---- | ---- | ---- | ---- | ---- | ---- | ---- | ---- | ---- |
| 236  | 239  | 246  | 241  | 237  | 213  | 211  | 190  | 182  |

| 1901 | 1906 | 1911 | 1921 | 1926 | 1931 | 1936 | 1946 | 1954 |
| ---- | ---- | ---- | ---- | ---- | ---- | ---- | ---- | ---- |
| 164  | 140  | 146  | 133  | 135  | 119  | 100  | 99   | 93   |

| 1962 | 1968 | 1975 | 1982 | 1990 | 1999 | 2005 | 2006 | 2010 |
| ---- | ---- | ---- | ---- | ---- | ---- | ---- | ---- | ---- |
| 86   | 88   | 78   | 73   | 79   | 73   | 122  | 130  | 137  |

| 2015 | 2020 | 2022 | - | - | - | - | - | - |
| ---- | ---- | ---- | - | - | - | - | - | - |
| 138  | 129  | 126  | - | - | - | - | - | - |

## Culture locale et patrimoine

### Lieux et monuments
- Le château de Villefrancon construit en 1713-1714 par Claude-Antoine Aillet[21],[22], et son parc, classé depuis 2013 « Ensemble arboré remarquable », non ouvert au public[23],[24] ;
- la chapelle Saint-Joseph édifiée de 1723 à 1728[25] ;
- La chapelle du cimetière ;
- L'ancien moulin des Côtés, de 1758, sur la Colombine, transformé depuis en étable[26] ;
- La mairie-école, du XIXe siècle[27].
- fermes des XVIIIe et XIXe siècles.
- Croix biface, installée à l'entrée de la commune en bordure du CD 474.

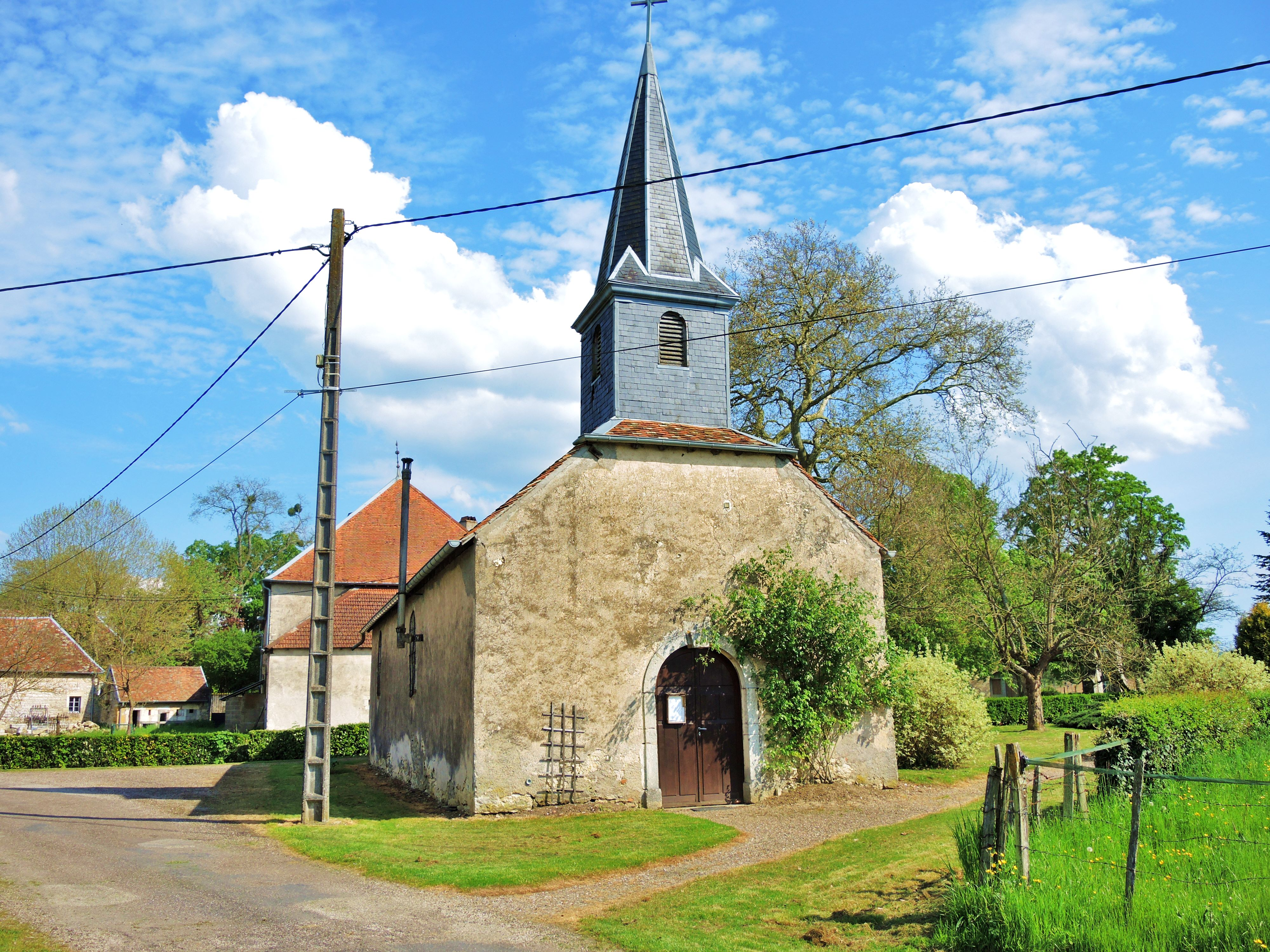
La chapelle Saint-Joseph.
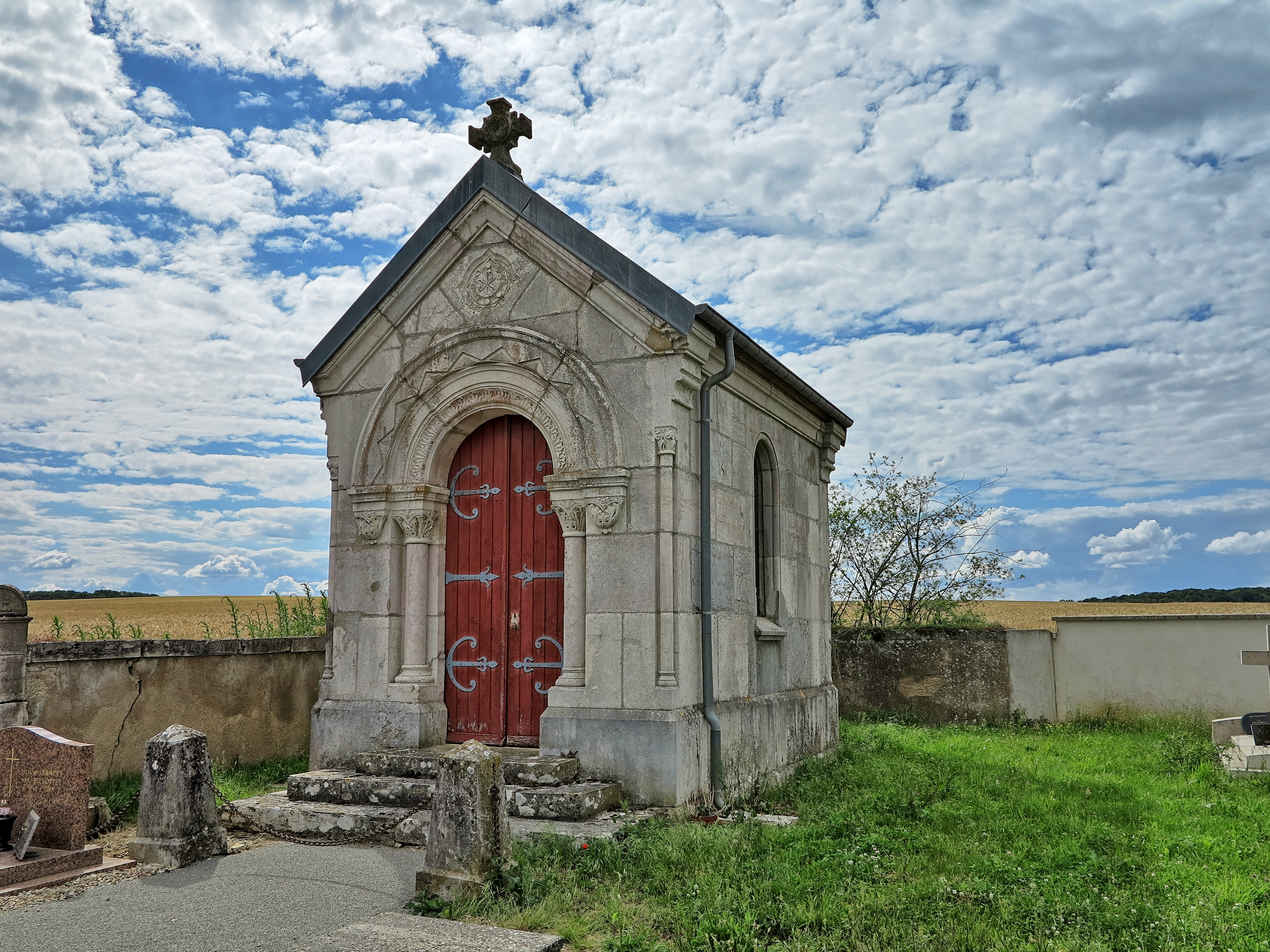
La chapelle du cimetière.
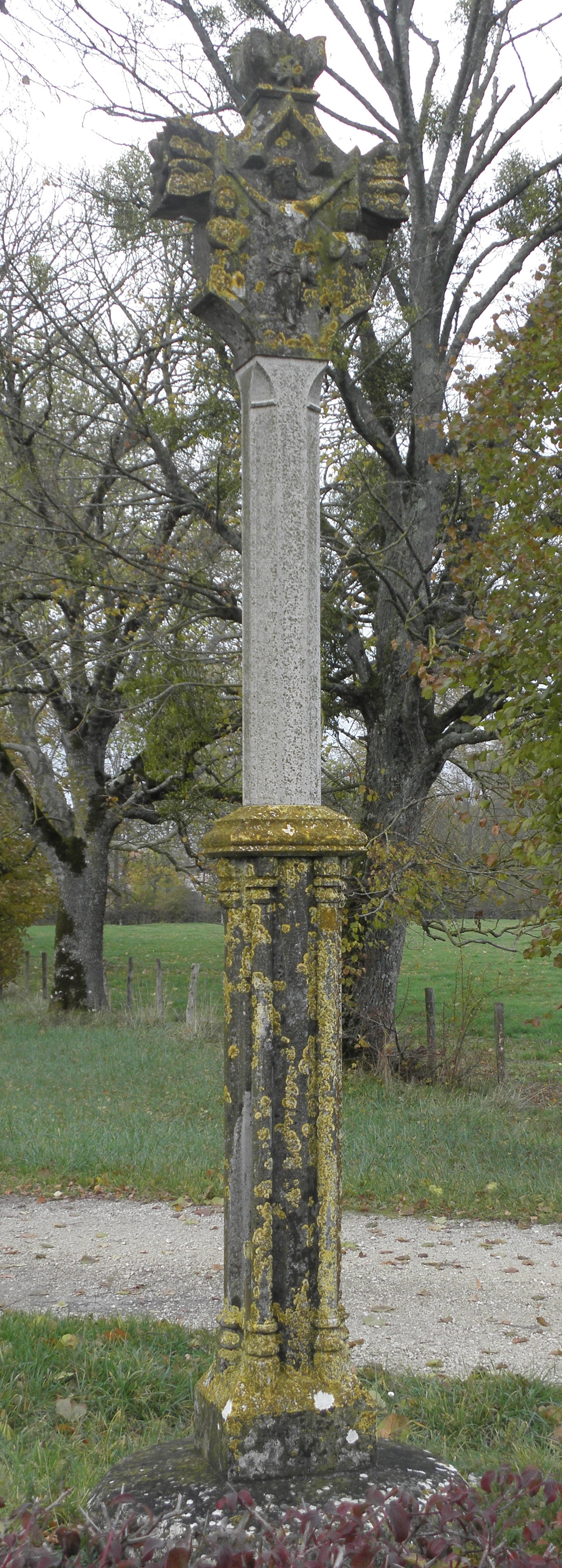
La croix biface.
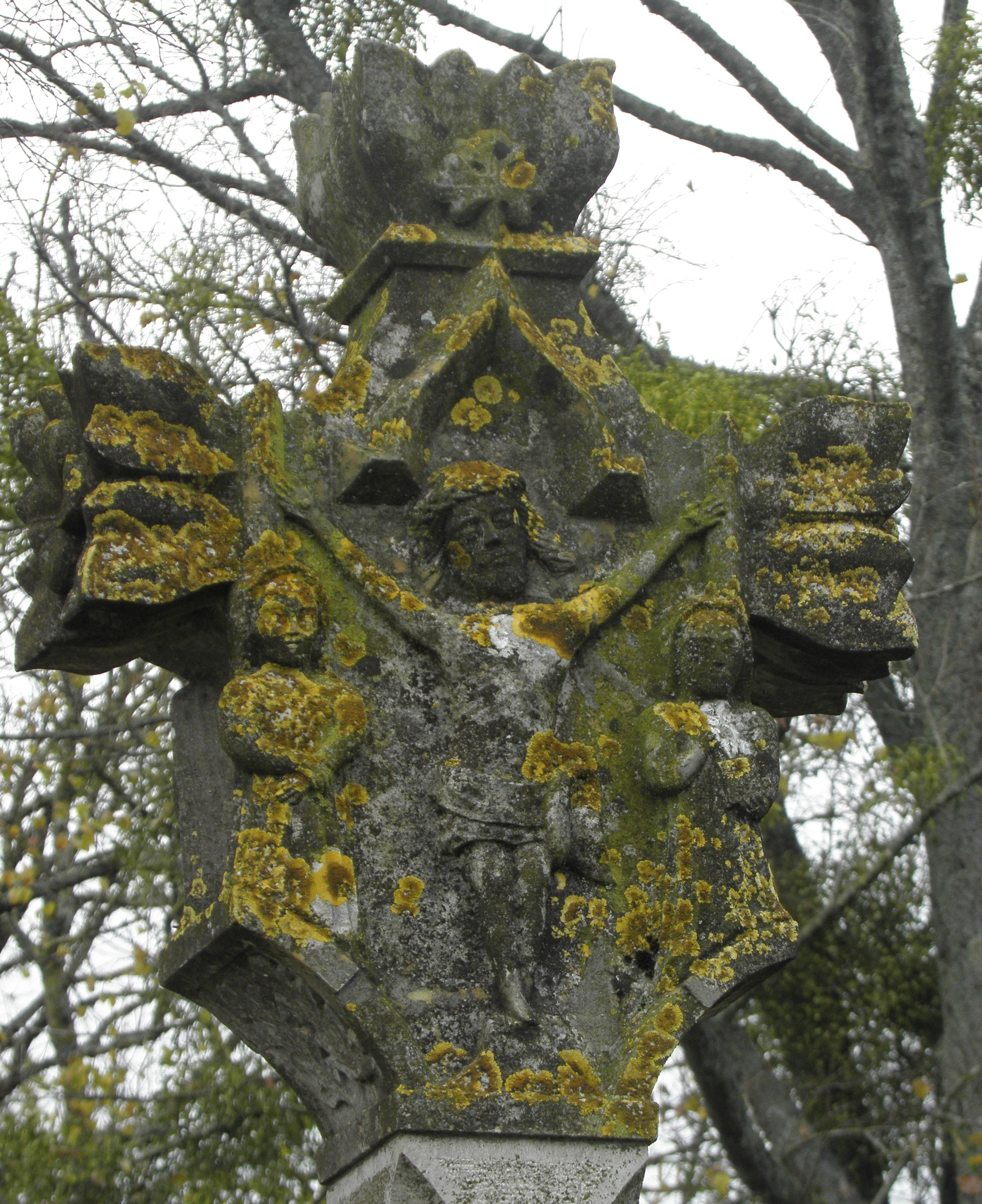
Détail de la croix.
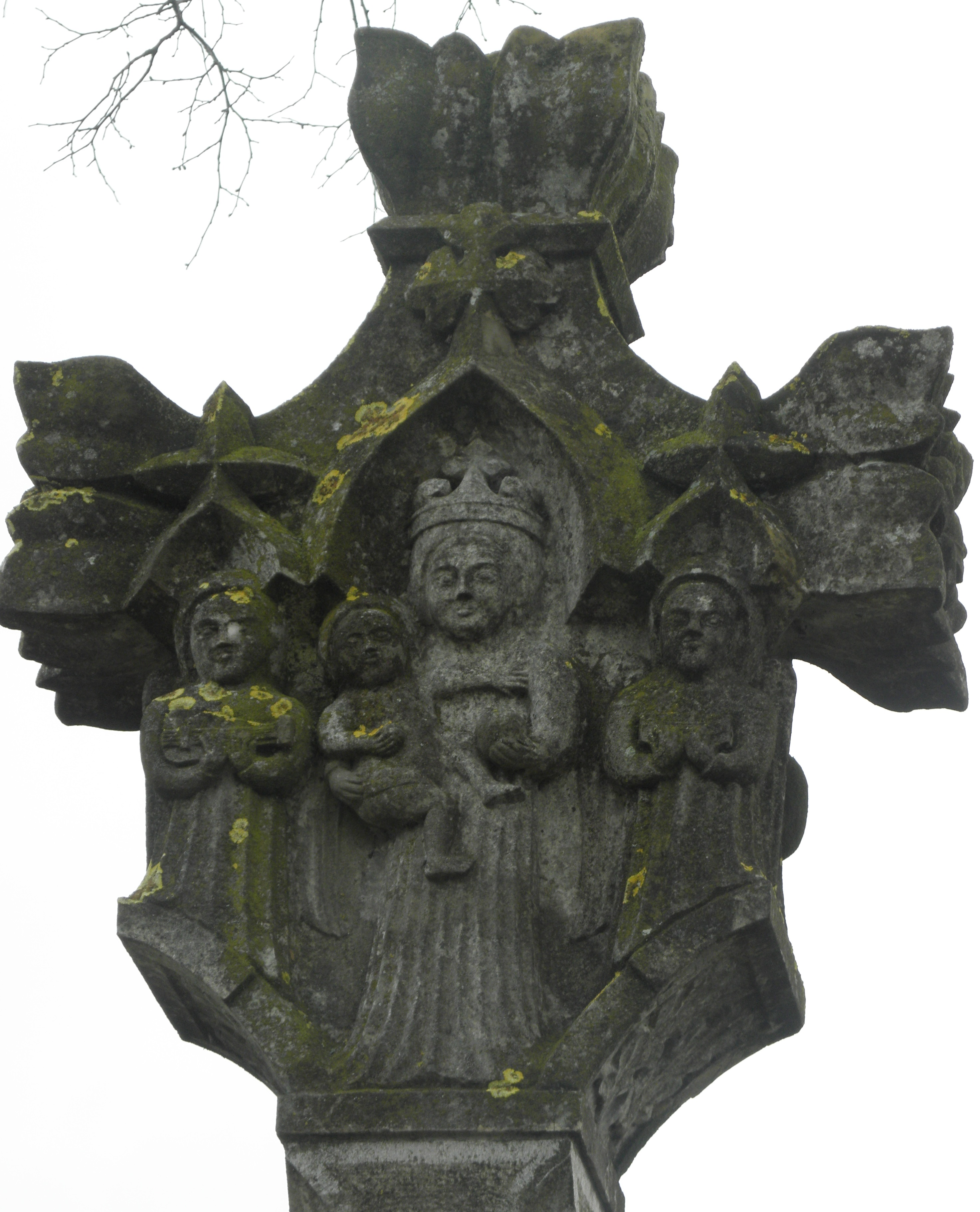
Détail de la croix.